# 트래비스 위어

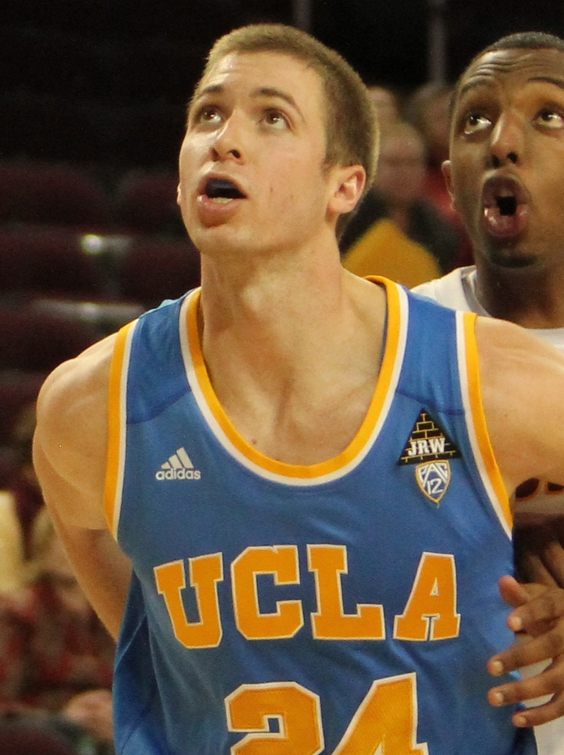

트래비스 위어(Travis Wear, 본명: 트래비스 제임스 위어, Travis James Wear, 1990년 9월 21일 ~ )는 미국의 전직 프로 농구 선수이다. 2014년 지명을 받지 못한 후 뉴욕 닉스에서 프로 경력을 시작했다.
위어는 고등학교 시절 전미 선수였으며 2008년 FIBA 아메리카스 언더18 챔피언십(FIBA Americas Under-18 Championship)에서 미국 U-18 국가 대표팀과 함께 은메달을 획득했다. 노스캐롤라이나 타 힐스(North Carolina Tar Heels)와 UCLA 브루인스(UCLA Bruins)에서 대학 농구를 했다. 닉스에서 한 시즌을 뛴 후 위어는 스페인의 산세바스티안 기푸스코아 BC에서 1년 동안 뛰었고 미국으로 돌아와 로스엔젤레스 D-펜더스(Los Angeles D-Fenders)에서 뛰었다.

## 프로 경력
- 뉴욕 닉스(2014~2015)
- 기푸스코아 배스킷(2015~2016)
- 로스앤젤레스 D-펜더스 / 사우스 베이 레이커스(2016~2018)
- 로스앤젤레스 레이커스 (2018)
- 사우스 베이로 복귀(2018~2020)